# 噂の写真展
噂の写真展とは、写真で伝える会　(代表　新橋 克裕) の主催による写真展。

## 概要
プロ・アマ問わず、写真に対する意識の高い表現者が毎年３０数名集まり、それぞれのテーマで展示している。
最初の数年は出展者の半数が翌年には変わっているという入れ替えをくり返したが、現在は写真展のテーマに賛同した写真家が一定数いる為、安定した開催が行われている。
外部の意識が入り込まないよう、協賛やスポンサーに頼ることなく、会独自で企画・運営されている写真展である。
出展された写真の力や個性が人伝えで広がり、いつの間にか写真展の存在自体が噂になるよう願い命名された。
2011年より2022年までは東京都渋谷区にあるデザインフェスタギャラリーE101で催され、2022年の来場者数は約800人であった。
開催される場所が原宿という事と、通行人が気軽に出入りできるような展示レイアウトにより、開催中は地域と一体化させている。
場所柄年々外国人の来場者が増え、2019年より U WA SA 　The Photo Exhibition on everyone's lips と英タイトルを表記した。
コロナ禍である2020年以降も、出来うる対策の下、途切れることなく開催し、また対策の1つとしてオンラインによる展示も行った。